# Anthedonella opalizans
Anthedonella opalizans is een vlinder uit de familie wespvlinders (Sesiidae), onderfamilie Sesiinae.
Anthedonella opalizans is voor het eerst wetenschappelijk beschreven door Hampson in 1919. De soort komt voor in het Oriëntaals gebied.